# 제3차 대각성 운동
제3차 대각성 운동은 윌리엄 G. 맥로린(William G. McLoughlin)이 제안한 역사적 시기로, 미국 역사에서 종교적 활동으로 특징지어지는 1850년대 후반부터 20세기 초반에 걸쳐 있다. 인류가 지구 전체를 개혁한 후에 그리스도의 재림이 일어날 것이라는 후천년 신앙에서 힘을 얻었다. 이는 세계 선교운동과 마찬가지로 기독교를 사회문제에 적용하고 각성함으로써 그 힘을 얻은 사회복음운동에 속해 있었다. 성결 운동, 나사렛 운동, 오순절 운동, 그리고 여호와의 증인, 심령주의, 신지학, 텔레마, 크리스천 사이언스와 같은 새로운 그룹이 등장했다. 이 시대에는 노예 제도 폐지, 금주법 등 다양한 도덕적 원인이 채택되었다.

## 같이 보기
- 금주 운동